# Вільгельм II (король Вюртембергу)
Вільгельм II (нім. Wilhelm II.), (25 лютого 1848 — 2 жовтня 1921) — останній король Вюртембергу у 1891—1918 роках. Син принца Вюртемберзького Фрідріха та принцеси Вюртемберзької Катерини. Наслідував бездітному дядьку Карлу I. Генерал-фельдмаршал Німецької імперії, генерал кінноти австрійського війська.
Користувався популярністю серед населення.

## Життєпис
Народився 25 лютого 1848 року у Штутгарті. Проаонук короля Вюртембергу Фрідріха I. Онук генерал-лейтенанта російсько армії Пауля Вюртемберзького. Був єдиною дитиною принца Вюртемберзького Фрідріха та його дружини Катерини.
В Тюбінгенському та Геттінгенському університетах вивчав юриспруденцію, політологію та державні фінанси.
У віці 28 років узяв шлюб із 19-річною принцесою Вальдек-Пірмонту Марією. Союз був укладений по любові. Весілля відбулося 15 лютого 1877 в Арользені. За десять місяців народився їхній первісток. Всього у подружжя було двоє дітей, що народилися живими. Дружина померла у 1882 році від ускладнень передчасних третіх пологів.
У віці 38 років узяв другий шлюб із 21-річною принцесою Шаумбург-Ліппе Шарлоттою. Весілля пройшло 8 квітня 1886 у Бюккебурзі. Планувалося, що Шарлотта народить сина-спадкоємця, однак спільних дітей у подружжя не було. Мешкала пара у Штутгарті та Людвігсбурзі. У 1887 році оселилися у Палаці Вільгельма. У 1890 році подружжя здійснило подорож до Великої Британії.
Восени 1891 року Вільгельм став королем. Був відомий демократичністю, прогулювався у центрі Штутгарта нарівні з підданими, до нього зверталися просто «пан король». Надавав фінансову допомогу винахіднику і повітроплавцю графу Цепеліну. Був ентузіастом яхтингу, відіграв важливу роль у створенні Вюртемберзького яхт-клубу у 1911 році.
У 1907 році дозволив провести у Штутгарті Міжнародний соціалістичний конгрес.
У ході Листопадової революції 1918 року був відсторонений від влади. Тимчасовий уряд 29 листопада запевнив його, що на додаток до щорічної пенсії у 200 000 марок та довічного права проживання в мисливському будиночку Бебенхаузен, він матиме необмежене право розпорядження своєю приватною власністю. Зрікся престолу 30 листопада.
Останні роки життя провів у селі Бебенгаузен та Фрідріхсгафені. Помер 2 жовтня 1921 року у Бебенгаузені.

## Родина
Дружина — Марія Вальдек-Пірмонтська
Дітиː
- Пауліна (1877—1965) — дружина 6-го князя цу Від Вільгельма Фрідріха, мала двох синів;
- Крістоф Ульріх (28 липня—28 грудня 1880) — прожив 5 місяців.

Дружина — Шарлотта Шаумбург-Ліппська
Дітей не було

## Нагороди

### Вюртемберзьке королівство
- Орден Вюртемберзької корони, великий хрест (1862)
- Орден Фрідріха (Вюртемберг), великий хрест
- Орден «За військові заслуги» (Вюртемберг)
  - лицарський хрест (18 серпня 1866)
  - командорський хрест (7 листопада 1886)

### Прусське королівство
- Орден Чорного орла з ланцюгом
- Орден Червоного орла, великий хрест
- Королівський орден дому Гогенцоллернів, великий командорський хрест
- Князівський орден дому Гогенцоллернів, почесний хрест 1-го класу
- Орден Святого Йоанна (Бранденбург), почесний лицар
- Залізний хрест 2-го класу
- Pour le Mérite

### Російська імперія
- Орден Андрія Первозванного
- Орден Святого Олександра Невського
- Орден Білого Орла (Російська імперія)
- Орден Святої Анни 1-го ступеня
- Орден Святого Станіслава 1-го ступеня
- Орден Святого Георгія 4-го ступеня

### Велике герцогство Баденське
- Орден Вірності (Баден) (1876)
- Орден Церінгенського лева, великий хрест (1876)

### Баварське королівство
- Орден Святого Губерта (1877)
- Військовий орден Максиміліана Йозефа, великий хрест

### Австро-Угорщина
- Королівський угорський орден Святого Стефана, великий хрест (1886)
- Хрест «За військові заслуги» (Австро-Угорщина) 1-го класу

### Шаумбург-Ліппське князівство
- Орден дому Ліппе, почесний хрест 1-го класу
- Медаль «За військові заслуги» (Шаумбург-Ліппе)

### Саксонське королівство
- Орден Рутової корони
- Військовий орден Святого Генріха, великий хрест

### Італійське королівство
- Вищий орден Святого Благовіщення (25 вересня 1893)
- Орден Святих Маврикія та Лазаря, великий хрест (25 вересня 1893)
- Орден Корони Італії, великий хрест (25 вересня 1893)

### Інші країни
- Орден дому Саксен-Ернестіне, великий хрест (1874)
- Орден Заслуг герцога Петра-Фрідріха-Людвіга, великий хрест із золотою короною (Велике герцогство Ольденбурзьке; 13 лютого 1877)
- Орден Альберта Ведмедя, великий хрест (Ангальтське герцогство; 1889)
- Орден Золотого руна (Іспанія; 3 травня 1892)
- Орден Білого Сокола, великий хрест (Велике герцогство Саксен-Веймар-Айзенаське; 1892)
- Орден хризантеми з ланцюгом (Японська імперія; 23 травня 1896)
- Орден Генріха Лева, великий хрест (Брауншвейг-Люнебурзьке герцогство; 1899)
- Орден Підв'язки (Британська імперія; 23 лютого 1904)
- Орден Серафимів (Швеція; 9 липня 1913)
- Орден Вендської корони, великий хрест з короною в золоті (Мекленбург)
- Орден Золотого лева Нассау, лицарський хрест
- Орден Нідерландського лева, великий хрест